# Emma Gatewood
Emma Gatewood (Guyan Township, 25 ottobre 1887 – Gallipolis, 4 giugno 1973) è stata una viaggiatrice ed esploratrice statunitense.
Il suo nome completo fu Emma Rowena Caldwell Gatewood, ma divenne maggiormente nota come Grandma Gatewood (Nonna Gatewood), famosa per essere stata la prima donna ad aver percorso nel 1955 l'intero sentiero degli Appalachi, per un totale di 3.489 km, e questo all'età di sessantasette anni, ormai nonna.

## Biografia

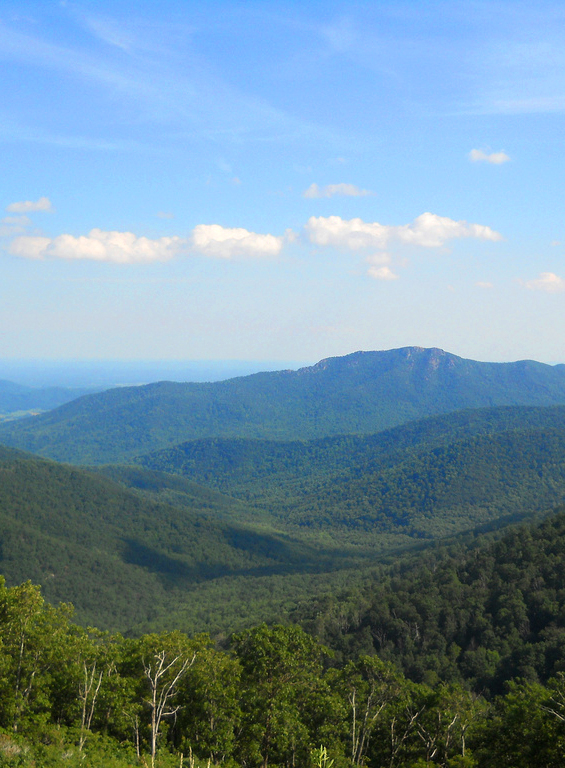
Parco nazionale di Shenandoah sul sentiero degli Appalachi.

Emma Gatewood nacque nella Contea di Gallia nel 1887 e sino al momento della sua impresa fu occupata nel seguire la famiglia allevando undici figli, svolgendo i lavori nella fattoria e subendo frequenti abusi e violenze da parte del marito. Prese la decisione di partire dicendo ai figli che sarebbe andata a fare una passeggiata, senza spiegare che sarebbe stata una cosa molto diversa. Era il 1954.
Arrivò al Parco statale Baxter e partì dal campeggio alle pendici del monte Katahdin per arrivare sino alla sua vetta. La mattina seguente partì in direzione della Georgia e si perdette lungo la strada, venne cercata da una squadra di soccorso e convinta a desistere. Così tornò a casa.
L'anno successivo volle riprovare, ma prima di tutto prese un volo per Atlanta e si trasferì con mezzi pubblici sino alla zona del monte Oglethorpe, in Georgia. Iniziò il suo viaggio il 3 maggio 1955, sempre con un equipaggiamento ridotto al minimo.
In un'intervista realizzata in seguito spiegò che apprese per la prima volta del sentiero degli Appalachi leggendo nel 1949 un articolo sul National Geographic Magazine nel quale era descritto come un bellissimo sentiero con buone indicazioni e rifugi adatti dove dormire la notte.
Poco a poco, mentre lei camminava sul sentiero diretta verso nord, la stampa iniziò ad interessarsi a lei. I giornalisti cominciarono ad attenderla nei punti dove sarebbe passata e l'intervistarono. Emma Gatewood divenne famosa e contemporaneamente fece pubblicità al sentiero. Dopo la prima volta rifece il percorso sia nel 1957 che nel 1964, diventando una leggenda.